# Могилевцев, Семён Семёнович
Семён Семёнович Могилевцев (1842, Брянск — 10 августа 1917) — российский лесопромышленник, общественный деятель, меценат, действительный статский советник, председатель Киевского биржевого комитета.

## Биография
Родился в 1842 году в Брянске. Сын брянского купца 2-й гильдии Семёна Васильевича Могилевцева.
С благословения отца, зажиточного брянского лесопромышленника, окончив гимназию в Новгород-Северском, поступил на юридический факультет Петербургского университета. По окончании учёбы был назначен нотариусом в г. Брянске с 1872 по 1877 гг. В 1876 году избран Почетным уездный судья и утвержден Правительственным Сенатом на этой должности. Через несколько лет Семен решил присоединиться к делу отца — стал торговать лесом в Киеве. Позже на берегу Днепра появился первый в Киеве лесопильный завод. А через несколько десятилетий Семена Семеновича Могилевцева, киевского купца I гильдии, знали и при дворе. Сам был человеком невзрачным, не демонстрировал на людях свои добрые дела. С 1886 по 1897 год Семен Семенович Могилевцев избран казначеем и директором Киевского городского кредитного общества. А через год стал членом учётного комитета Киевской конторы Государственного банка. В 1893 году Семена Могилевцева наградили золотой медалью с надписью «За усердие». В 1896 году он награждается второй золотой медалью «За усердие». В 1901 году получает третью золотую медалью «За усердие». В 1901 году получил звание коммерции советника. В 1903 году — награждён орденом Св. Станислава 3-й степени. Неоднократно получал благодарности от Брянской городской думы за пожертвования на нужды городской больницы, женского ремесленного училища, на водопровод и электроосвещение. В 1906 г. — коммерции советнику Семёну Семёновичу Могилевцеву присвоено звание потомственного почётного гражданина.
Умер после продолжительной болезни 10 (23) августа 1917 года в Киеве. Похоронен в Брянске. Не имел семьи, и его огромное наследие разделили многочисленные племянники.

## Промышленная деятельность
Основным источником дохода братьев Могилевцев стала торговля лесом. В Брянске собственность братьев Могилевцев составляла:
4 000 десятин земли с лесом;
4 паровых лесопильные;
2 лесопильных завода;
имение Балахоновка.
Лес по дороге отправляли в Орел и Нижний Новгород, а по Десне сплавляли в Киев. Кроме торговли лесом братья имели в городе 10 домов, которые сдавали под квартиры.

## Благотворительная деятельность в Брянске
2 августа 1888 братья Могилевцев подали в городскую управу заявление с просьбой разрешить им подарить городу для устройства больнице два новых дома с десятиной земли с заложенным в ней садом. При больнице планировалось открыть приют. А на его оборудование и содержание братья пожертвовали 2000 рублей. В январе 1890 больница была открыта. Это был первый дар городу. Строение сохранилось до настоящего времени. Некоторые купцы не одобряли поступок Семена Могилевцева, больница была подожжена. Меценаты выделили из своего бюджета новые средства, и больница была восстановлена.
В сентябре 1910 года в Брянске при Петропавловском монастыре приступили к постройке монастырской больницы. Строительство финансировал Семен Семенович Могилевцев уже после смерти брата Павла Семёновича. Новая больница была введена в действие в 1911 году.
Братья Могилевцевы подарили женщинам города Родильный приют. Он был открыт 1 мая 1910 года. Приют отвечал всем требованиям того времени. Ему присвоили имя жены Павла Семеновича Зинаиды Федоровны Могилевцевой.
Кроме благотворительных действий в интересах охраны здоровья, Семен Семенович Могилевцев 18 июля 1905 решил открыть женское училище. Он написал заявление в Думу с просьбой ходатайствовать перед Министерством народного просвещения об открытии училища и выделение средств на его содержание. Тем временем, ожидая ответа, Семен Семенович построил двухэтажное каменное здание на Московской улице с усадьбой под данное училище. 12 октября 1909 братья Могилевцевы написали в городскую думу заявление, в котором просили уполномочить лицо, которое бы приняло от них в дар городу данное здание. Они положили в банк 25 тысяч рублей неприкосновенного капитала, проценты с которого должны идти на содержание училища. Обучение в нём было бесплатным. В училище обучали основам ремесла швеи, поварихи. Кроме того, в штате училища было два преподавателя общеобразовательных дисциплин, законоучитель и учитель черчения и рисования. 30 декабря 1908 года на чрезвычайном собрании Брянской городской думы С. С. Могилевцев доложил о решении Правительства по 1 января 1909 финансировать женское ремесленное училище. На этом же собрании дума решила присвоить училищу имя Любови Алексеевны Могилевцевой — матери Семена и Павла. Братья приняли участие и в строительстве Спасо-Гробовской церкви в Брянске; рядом они же построили церковно-приходскую школу.
Братья Могилевцевы постоянно поддерживали связь с местным техническим училищем. Они неоднократно выделяли деньги для выплаты учащимся повышенных стипендий, а также для помощи бедным ученикам. Известно, например, по 4 тысячи рублей они выделяли в 1899, 1902, 1903 и 1905 годах.
Материальная помощь братьев Могилевцевых техническому училищу на этом не закончилась. Они заказали новые, более мощные машины и оборудование за рубежом. Когда все это было получено, то было безвозмездно передано училищу. Такая машина стоила 8 тысяч рублей. Кроме того, они выделили ещё 5 тысяч рублей на её установку и эксплуатацию.
Братья Могилевцевы решили также построить мужскую гимназию. 13 сентября 1913 состоялось торжественное открытие мужской гимназии. В этой церемонии принял участие Семен Семенович Могилевцев, который в то время проживал в Киеве.
Жители Брянска были благодарны братьям и за построение водопровода в 1906 году.
В январе 1908 года Павел Семенович и Семен Семенович Могилевцевы подали в городскую думу заявление, в котором говорилось, что жители города среднего сословия не могут предоставить образование своим детям и предлагали Думе ходатайствовать перед Министерством торговли и промышленности об открытии в Брянске трехклассной трудовой школы. Несмотря на то, что Министерство торговли и промышленности не спешило удовлетворило ходатайство думы, 13 января 1908 она решила открыть первый класс торговой школы. А в начале октября 1909 братья Могилевцевы обратились в городскую думу с просьбой принять от них акт о пожертвованиях Брянске построенного ими помещения торговой школы и присвоить ей имя отца Семена Васильевича Могилевцева.
6 февраля 1907 состоялись торжества по случаю открытия новой женской гимназии. Меценатами в строительстве были Семен Семенович и Павел Семенович Могилевцев.
Братья Могилевцевы первыми предоставили помощь жителям города Брянска, пострадавших в 1908 году от наводнения.
В 1909 году Брянская городская управа подвела итог всему, что построили и подарили Могилевцев родному городу. Оказалось, что общая сумма пожертвований составила 1 млн. 28 тыс. рублей.

## Меценатство в Киеве
Семен Могилевцев 1909 возглавил Киевское общество опеки о высшем коммерческое образование. Среди добрых дел С. С. Могилевцева было участие в создании и развитии Киевского политехнического института (член совета попечителей), Женской торговой школы, он один из основателей и также главный опекун Коммерческого института. Могилевцев руководил перестройкой домов на Бибиковском бульваре, которые стали основой Педагогического университета им. Драгоманова. Мецената был избран почетным членом комитета Киевского художественно-промышленного музея, казначеем Общества древностей и искусства. В 1914 году Семен Могилевцев подарил Городскому музею две золотые подвески (колты) великокняжеской эпохи. С. Могилевцев был осуществлен ряд мероприятий и в плане здравоохранения. Его средствами построены больница на 40 мест (угол Большой Васильковской и Лабораторной улиц). В этой больнице в годы Первой мировой войны был расположен госпиталь Красного Креста при Киевской бирже, над этим госпиталем предприниматель взял опеку. С. С. Могилевцев оборудовал также рентгеновский кабинет в детской больнице, помог с приобретением помещения для станции скорой помощи (ул. Владимирская, 33) и в строительстве больницы на 30 коек в Никольской Слободке. В 1913 году, по случаю приезда цесаревича Александра в Киев в честь празднования 300-летия дома Романовых, в городе открыли Педагогический музей (ныне Дом учителя на Владимирской, 57), построенный "на память 50-летия освобождения крестьян от крепостного права на хорошее образование российского народа ". Смета строительства составляла 300 тысяч рублей, хотя потрачено было 500 тысяч. Эти средства выделил Семен Семенович Могилевцев.
Кроме того, на деньги Семена Семеновича в 1895 году была установлена электрическая иллюминация на кресте святого Владимира в Киеве. Описание этого удивительного зрелища есть в романе М. А. Булгакова «Белая гвардия» и теперь рыбаки, заблудившиеся в водах Днепра, всегда находили путь к берегу. В Киеве на пожертвования прихожан в 1882 году начали строительство Введенского храма на Подоле по проекту архитектора — академика Владимира Николаева. Главными меценатами строительства стали Федор Терещенко, Михаил Дегтерев, Николай Хряков, Семен Могилевцев.

## «Шоколадный домик»
Сам Семен Могилевцев с 1899 года проживал в роскошном особняке на улице Шелковичной (Липки), который называют «Шоколадный домик». Дом создан по проекту архитектора Владимира Николаева в пышном декоре использованы черты палаццо эпохи Ренессанса, а во внутреннем убранстве комнат объединены готику, барокко, модерн, мавританский и русский стили. С 1960 года в здании располагался городской ЗАГС.